# Flamborough
Flamborough est un village et une paroisse civile dans le Yorkshire de l'Est, en Angleterre. Il est situé à environ 6 km au nord-est du centre-ville de Bridlington.
Dans le village se trouvent les vestiges du château de Flamborough, un manoir fortifié médiéval et aussi l'église de St Oswald qui a été désigné comme bâtiment classé de Grade II* en 1966.
Flamborough Head avec le phare de Flamborough sont un site touristique local. Le promontoire s'étend dans la mer du Nord d'environ 10 km. Au nord, les falaises de craie atteignent jusqu'à 120 m de hauteur.

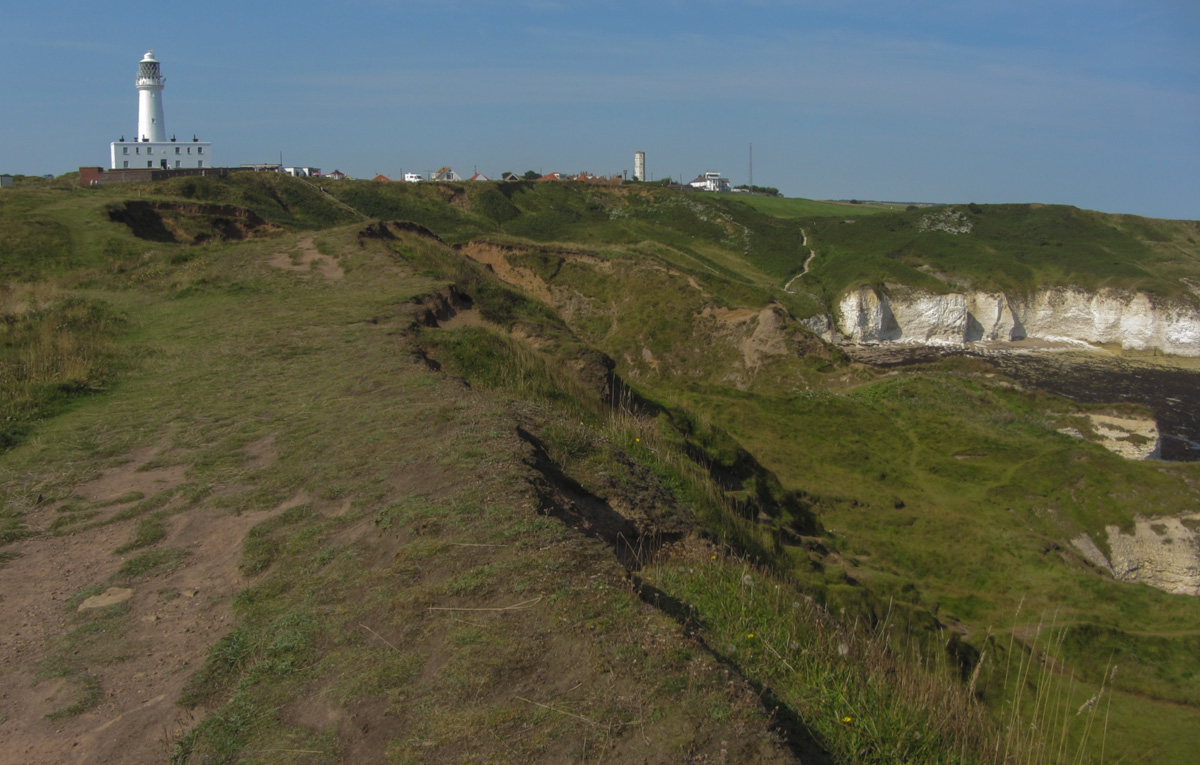
Flamborough Head et son phare (2012).